# Roger Boucher
Pour les articles homonymes, voir Boucher.
Roger Boucher, né le 13 janvier 1885 au Neubourg (Eure), mort le 20 octobre 1918 à Paris,, est un organiste et compositeur français.

## Biographie
Entré au Conservatoire de Paris en 1901, il y a remporté un 2e prix d'harmonie (classe d’Émile Pessard) en 1906, un 1er prix d'accompagnement au piano (classe de Paul Vidal) en 1907, un 1er prix de contrepoint (classe d’André Gédalge) en 1909, un premier prix de composition en 1909, un 1er prix d'orgue (classe d’Alexandre Guilmant) en 1910, et un 1er prix de fugue (classe de Charles-Marie Widor) en 1910.
Roger Boucher a été successivement organiste à Saint-Eugène, à Saint-Ferdinand-des-Ternes, à la basilique d'Argenteuil, puis titulaire du grand orgue de Saint-Thomas-d'Aquin à Paris, de 1910 à sa mort.
Il est décédé à la suite de blessures de guerre à l'Hôpital d'instruction des armées du Val-de-Grâce. 
Louis Vierne lui a dédié la Pastorale du second livre des Vingt-quatre pièces en style libre pour orgue op. 31.

### Partitions
- IMSLP : Cantabile en la bémol majeur pour orgue ou harmonium, in Jos. Joubert, Les Maîtres contemporains de l'orgue, vol. 1 (1912).